# Tápiószecső, Pesta
Tápiószecső  este un sat în districtul Nagykáta, județul Pesta, Ungaria, având o populație de 6.231 de locuitori (2011). 

## Demografie
Componența etnică a satului Tápiószecső
     Maghiari (95,97%)
     Romi (2,5%)
     Necunoscut (0,42%)
     Alții (1,1%)
Componența confesională a satului Tápiószecső
     Romano-catolici (52,91%)
     Fără religie (12,57%)
     Reformați (4,14%)
     Necunoscută (28,49%)
     Alte religii (2,94%)
Conform recensământului din 2011, satul Tápiószecső avea 6.231 de locuitori. Din punct de vedere etnic, majoritatea locuitorilor (95,97%) erau maghiari, cu o minoritate de romi (2,5%). Apartenența etnică nu este cunoscută în cazul a 0,42% din locuitori.  Din punct de vedere confesional, majoritatea locuitorilor (52,91%) erau romano-catolici, existând și minorități de persoane fără religie (12,57%) și reformați (4,14%). Pentru 28,49% din locuitori nu este cunoscută apartenența confesională.